# Sega Superstars
Sega Superstars (jap.: セガ スーパースターズ) ist ein Partyspiel-Videospiel, das von Sonic Team entwickelt und von Sega im Oktober 2004 erstmals und exklusiv für PlayStation 2 veröffentlicht wurde.
Das Spiel nutzt ausschließlich die Möglichkeiten des PlayStation-2-Zusatzgerätes EyeToy und konzentriert sich dabei auf Spiel- und Gameplayideen, die dadurch ermöglicht werden. Daher ist das separat erhältliche EyeToy zum Spielen zwingend notwendig.
Die direkten Nachfolger anderer Spielgenres sind Sega Superstars Tennis (2008) und Sonic & Sega All-Stars Racing (2010).

## Gameplay
Das Spiel verfügt über 13 verschiedene Spielmodi, die ausgewählt werden können und auf Sega-Spielserien basieren. Nachdem ein Spiel ausgewählt wurde, wird auf dem Bildschirm eine orangefarbene Fläche angezeigt, von der aus der Spieler starten soll.
- Sonic the Hedgehog: In einem zylinderförmigen Tunnel rennt Sonic automatisch und folgt dabei den Handbewegungen des Spielers, der versucht, mit Sonic möglichst viele Ringe und Chaos Emeralds einzusammeln, aus denen eine Punktzahl ermittelt wird oder Boost-Streifen für höhere Geschwindigkeit zu nutzen sowie Bomben auszuweichen. Nach Abschluss aller drei Level kann man drei weitere, schwierigere Level freischalten, in denen man den Charakter Shadow the Hedgehog spielt.
- Super Monkey Ball: Der Spieler steuert den Affen AiAi, MeeMee, Baby oder GonGon mit seinen Handbewegungen in seiner Kugel und versucht, ihn durch das Labyrinth zu führen und auf dem Weg Bananen einzusammeln, ohne dabei in den Abgrund zu fallen.
- Nights into Dreams …: Mit den Handbewegungen des Spielers wird die Flugbahn von Nights durch seine Traumwelt bestimmt, in der Ringe durchflogen und Gegenstände eingesammelt werden sollen. Nach Abschluss aller drei Level kann man drei weitere, schwierigere Level bei Nacht freischalten.
- Samba de Amigo: Während eines auswählbaren Musikstücks erscheinen sechs verschiedene Formen und Kreise auf dem Bildschirm, die der Spieler mit seinen Handbewegungen nachzeichnen soll. Nach Abschluss aller drei Level kann man drei weitere, schwierigere Level freischalten.
- Puyo Puyo: Die Puyo-Steine werden mit den Handbewegungen gesteuert und versucht, sie auf ihre farblich zugehörigen Steine zu manövrieren. Nach Abschluss aller drei Level wird ein freier Modus freigeschaltet.
- Space Channel 5: Der Spieler soll in diesem Spiel den Tanz von Ulala nachahmen und dabei plötzlich auftauchende Monitore mit den Handbewegungen abwehren.
- Crazy Taxi: Mit möglichst vielen Bewegungen und hoher Geräuschkulisse soll der Spieler die Aufmerksamkeit des Taxifahrers Axel auf sich ziehen.
- Virtua Fighter: Der Spieler, wahlweise Akira Yuki, Jacky Bryant oder Sarah Bryant, kämpft gegen seine Gegner, darunter Jeffry McWild, indem seine Handbewegungen ihn auf dem Bildschirm wie Faustschläge treffen.
- Virtua Striker: In der Rolle des Torwarts versucht der Spieler mit seinen Handbewegungen, die auf ihn geschossenen Fußbälle abzuwehren.
- ChuChu Rocket!: Mit den Handbewegungen des Spielers werden Mechanismen aktiviert und die ChuChus zu ihrer Rakete gelenkt, die vor den gegnerischen KapuKapus beschützt werden müssen. Nach Abschluss aller drei Level kann man drei weitere, schwierigere Level freischalten.
- Billy Hatcher: Mit rollenden Bewegungen ist es die Aufgabe des Spielers, Billy Hatcher auf seinem Ei zu den Levelzielen zu manövrieren.
- The House of the Dead: Mit ganzem Körpereinsatz sollen in diesem Spiel die Zombies abgewehrt werden, die auf dem Bildschirm auftauchen, jedoch sollen Berührungen mit Überlebenden vermieden werden.
- Chao Garden: Angelehnt an die Chao Garden in Sonic Adventure und Sonic Adventure 2 kann man auch hier seine Chao mittels Handbewegungen streicheln, füttern oder ihnen Gegenstände geben.

## Synchronisation
Für Sega Superstars wurden ausschließlich Sprachaufnahmen der Synchronsprecher von früheren Sega-Spielen wiederverwendet.
| Synchronsprecher in Sega Superstars | Synchronsprecher in Sega Superstars |
| Figur im Spiel                      | Synchronsprecher                    |
| ----------------------------------- | ----------------------------------- |
| Sonic the Hedgehog                  | Ryan Drummond                       |
| Shadow the Hedgehog                 | David Humphrey                      |
| AiAi                                | Kaoru Morota                        |
| Axel                                | Bryan Burton Lewis                  |
| Billy Hatcher                       | Hikaru Kobayashi                    |
| Ulala                               | Apollo Smile                        |
| Akira Yuki                          | Shinichiro Miki                     |
| Jacky Bryant                        | Eric Kelso                          |
| Sarah Bryant                        | Lisle Wilkerson                     |
| Jeffry McWild                       | Ryan Drees                          |

## Rezeption
Sega Superstars wurde weitestgehend positiv aufgenommen und für eine gute Alternative zum ähnlichen Spiel EyeToy: Play befunden. Im Vergleich zu diesem erkannten viele Fachpresse-Medien diverse Verbesserungen bei Sega Superstars in Bezug auf Bedienung und Funktionsweise mit dem Gerät.

„Im Dutzend spaßiger: Sega setzt konsequent auf die Qualität der hauseigenen Bibliothek – so mancher simple Reaktionstest macht eben noch mehr Spaß, wenn er grafisch ansehnlich mit populären Firmenhelden garniert wird. Wenig überraschend fallen nicht alle Disziplinen überwältigend aus: Speziell Virtua Striker geriet schlichtweg öde, Nights und Super Monkey Ball werden trotz starker Grundidee durch die pingelige Handhabung leicht zu Frustfallen. Dafür reißen speziell die Tanzkracher wie Space Channel 5 oder Samba de Amigo (daraus macht Sony schon mal ein eigenes EyeToy-Spiel) wieder einiges raus, zumal auch der putzige Chao-Garten als nettes Gimmick dazu kommt. Innovationspreise gibt’s keine, doch Sega Superstars lohnt sich.“